# Cucina palestinese
Come la cucina vicino-orientale nel suo complesso, la cucina palestinese è composta in generale da verdure, pesce, carni particolari come quella del piccione e di agnello. Il condimento per eccellenza è l'olio di oliva. Inoltre, per dare aromi e sapori particolari, vengono usate molte spezie e frutta secca come mandorle, pistacchi, noci ecc.

## Piatti tipici
- Maftul, il cuscus palestinese.
- Hummus, purè di ceci.

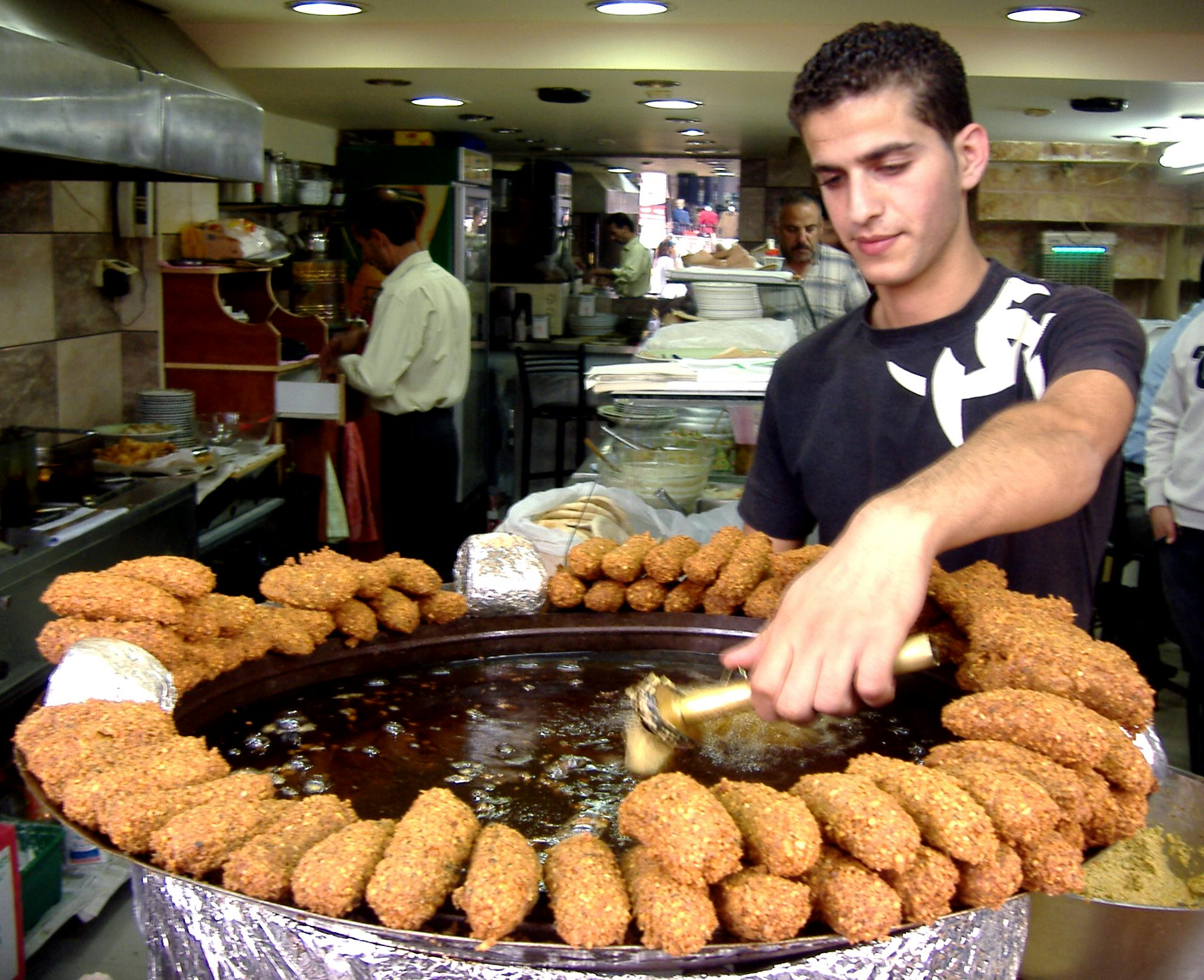
Frittura dei falafel a Rāmallāh

- Fool (dall'arabo فول), purè di fave.
- Dawali, foglie di uva ripiene di riso e carne.
- Makluba, carne, riso con cavolfiore e/o melanzane.
- Falafel, polpette fritte di ceci.
- Fatayer, pasta ripiena di spinaci, carne o formaggio.
- Kufta, carne macinata cotta alla carbonella.
- Mutabbal, purè di melanzane.
- Bamia (o Bamieh) (Okra o Gombo), è un tipo di verdura che viene cucinata nel brodo di carne, e mangiata insieme al riso.
- Baba ganush purè di melanzane e spezie
- Sfiha, è un disco di impasto farcito con carne.

## Formaggi
- Nabulsi

## Dolci tipici

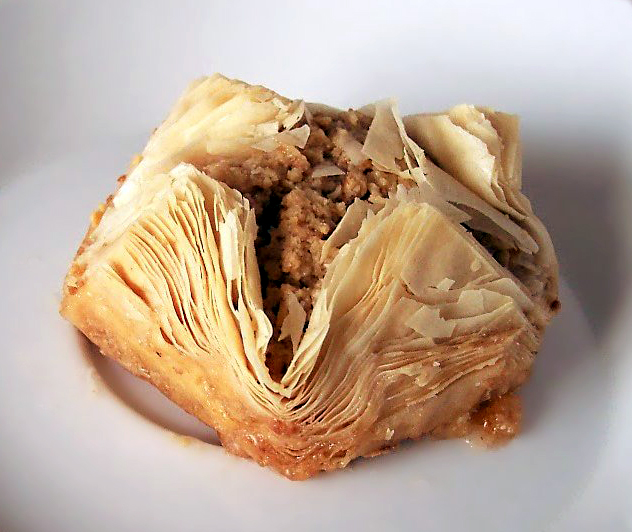
Baklawa

- Knafeh: pasta sfoglia farcita con formaggio dolce, pistacchi e bagnata con miele.Anche con ceci,con Bobba al interno
- Harisa
- Helbah, a base di semolino.
- Baklava, dall'arabo بقلاوو detta anche baklawa.
- Atayef

## Spezie
- Khurkum, (curcuma) prodotta anche in India, ha color giallo-arancio.
- Kamun, (cumino).
- Zattar, Miscela composta da timo, maggiorana, sommacco e sale.